# Hans Jessen Pallisen
Hans Jessen Pallisen (10. juni 1815 i Aalborg – 1. august 1881 i Sankt Petersborg) var en dansk handelsmand og generalkonsul i Sankt Petersborg.
Pallisens far, koffardikaptajn Otto Pallisen (1777 – 1858), handlede efter Napoleonskrigene 1815 igen med bl.a. Norge og Sankt Petersborg; hans søn var med på mange af rejserne. Der var stærke familiebånd, som blev vedligeholdt i Sankt Petersborg, hvor Pallisen giftede sig med Ady Donnerberg (1822 – 1901) fra den tyske menighed; hendes far, en bager, hørte til den lutheriske Sankt Katharinenkirke. Familiegravstedet på kirkegården „Smolensk“ i Sankt Petersborg fra efter 1881 kan ses endnu den dag i dag med mange enkeltsten til den store søskendeflok af Pallisen og hans svigerfamilier. En datter giftede sig med den danske handelsmand Johann Frederik Christian Nissen-Sommersted (1835 – 1905). En anden blev gift med børnelægen Waldemar von Reitz (1838 – 1904) i Sankt Petersborg, en tredje med præsten ved Sankt Katherinen, Reinhold von Walter (1840 – 1909; , en fjerde med den senere danske stabslæge i København, Carl Friderichsen (1845 – 1920).
Pallisen handlede som ung mand bl.a. med et parti stentøj, som ikke kunne sælges i København, idet han sejlede det til Sankt Petersborg og solgte det enkeltvis med høj profit. Hans senere dampskibe, som bragte korn fra Rusland til København, lod han på tilbageturen fylde med kalk fra Stevns Klint og lærte beboerne i Sankt Petersborg moden med at hvidte deres huse. Ellers var der import og eksport med hør, fjer, pelse, sild m.m. På egen regning hjalp han ved en hungersnød i en region i Rusland og fik som tak særlige privilegier af zaren. For den russiske regierung lod han (af danske ingeniører) lægge et telegrafkabel gennem det Kaspiske Hav. Og der var en papirfabrik ved floden Neva og så videre.
Pallisen boede i Sankt Petersborg i et palæ 11. linje nr. 16 og 18, som endnu findes dér, og som også senere fungerede som dansk konsulat.
Han var Kommandør af 2. grad af Dannebrog og Dannebrogsmand.